# Calicogorgia tenuis
Calicogorgia tenuis is een zachte koraalsoort uit de familie Acanthogorgiidae. De koraalsoort komt uit het geslacht Calicogorgia. Calicogorgia tenuis werd in 1909 voor het eerst wetenschappelijk beschreven door Thomson & Simpson. 